# Ramón Azeez
Ramón Olamilekan Azeez (Abuja, 12 dicembre 1992) è un ex calciatore nigeriano, di ruolo centrocampista.

## Carriera

### Club
Nella stagione 2013-2014 ha esordito nella prima divisione spagnola con l'Almería.
Ha trascorso tutto il resto della carriera in Spagna, con un bilancio complessivo di 71 presenze e 4 reti in prima divisione, 105 presenze e 4 reti in seconda divisione e 78 presenze e 7 reti in terza divisione.

### Nazionale
Con l'Under-20, nel 2011, ha partecipato ai Mondiali e alla Coppa d'Africa di categoria, vincendo quest'ultima competizione.
Nel 2014 ha partecipato ai Mondiali.

## Palmarès

### Nazionale
- Coppa delle nazioni africane Under-20: 1

Sudafrica 2011